# USA Gymnastics
USA Gymnastics, o USAG, es la federación deportiva estadounidense para la gimnasia, fundada en 1963.

## Disciplinas
Las disciplinas reguladas son: 
- Gimnasia artística
- Gimnasia rítmica
- Gimnasia en trampolín y Tumbling («T&T»)
- Gimnasia acrobática
- Gimnasia para todos

El programa artístico para mujeres, que comprende barras asimétricas, barra de equilibrio y ejercicio de suelo, es el más conocido por el gran público, con varias competiciones televisadas cada año. Los eventos en el programa artístico para hombres incluyen ejercicios de suelo, caballo con arcos, anillos fijos, barras paralelas y barra horizontal.

## Economía
El 5 de noviembre de 2018, el Comité Olímpico de los Estados Unidos (USOC) anunció que había abierto un expediente informativo a USA Gymnastics que podía acarrear la salida de la USAG como el organismo nacional de gobierno para la gimnasia a nivel olímpico. Un mes después, USAG se declaró en bancarrota.

## Abusos
En 2020 el documental 'Athlete A' (Atleta A) detalla los abusos sexuales de Larry Nassar y cómo la federación lo ocultó todo el tiempo que le fue posible.